# 宮崎安奈
宮崎 安奈（みやざき あんな、1998年5月28日 - ）は、埼玉県出身の元新潟アルビレックスBBラビッツ所属で競艇選手。登録期は128期、登録番号は5182。
兄はプロサッカー選手の宮崎泰右、姉はバスケットボール選手の宮崎早織。

## 人物
埼玉県出身でA型。身長は155cmで体重は49kg。